# Fanesca
La fanesca' est une soupe traditionnelle de l'Équateur, préparée la semaine précédant Pâques. On la sert chaude et elle constitue un repas complet (généralement le déjeuner).
Sa préparation regroupe une diversité de grains typiques des Andes équatoriens, soit 12 en tout. Chaque grain représente un disciple de Jésus. Elle aurait été à l'origine servie uniquement le Vendredi saint comme un repas pour se remettre du jeûne du Carême, selon la tradition catholique. C'est pour cela que la fanesca est un potage assez épais et très consistant.

## Ingrédients
Elle se prépare avec du lait, de la courge et de la citrouille, et se compose de 12 grains (lentilles, haricots, petit pois, riz, graines de fève, maïs tendre, arachides, etc.) dont certains doivent tremper dans l'eau et être épluchés quelques jours à l'avance. Elle est servie avec de la morue et décorée avec des bananes et de la pâte de pain.

## Contexte culturel
Il y a tout un bagage culturel derrière la fanesca. Par exemple, ce plat se présente traditionnellement comme un repas familier. La famille normalement invite les parents et parfois les amis pour préparer et partager le plat.
Pareillement, ce plat fusionne les traditions indigènes (où la gastronomie utilise des grains typiques de la région) et l'art culinaire espagnol lié aux croyances religieuses.